# فیلوتس
فیلوتس (‎/ˈfɪlətiːz/‎؛ یونان باستان: Φιλότης) در اساطیر یونانی یک الهه یا روح کوچک (دایمون) بود که محبت، دوستی و آمیزش جنسی را تجسم می‌کرد. فیلوتس دختر خدایان اولیه اربوس (تاریکی) و نیکس (شب) بود.
بر اساس تئوگونیای هزیود، او نماینده آمیزش جنسی و اجتماعی بود. گفته می‌شود که از جمله خواهر و برادران او آپاتی (فریب) و نمسیس (خشم) هستند. امپدوکلس او را به‌عنوان یکی از نیروهای محرک پشت آفرینش توصیف کرده که با نیکیا (دشمنی‌ها) جفت شد. فیلوتس نیروی پشت چیزهای خوب است و نیکیا نیروی پشت چیزهای بد. امپدوکلس همچنین او را با آفرودیته می‌شناسد و ذکر می‌کند که فیلوتس از قربانی‌های ویرانگر زندگی آسیب‌دیده و آزرده‌خاطر است و خواستار پرهیز از قربانی کردن حیوانات است.